# Naundorf (Doberschau-Gaußig)

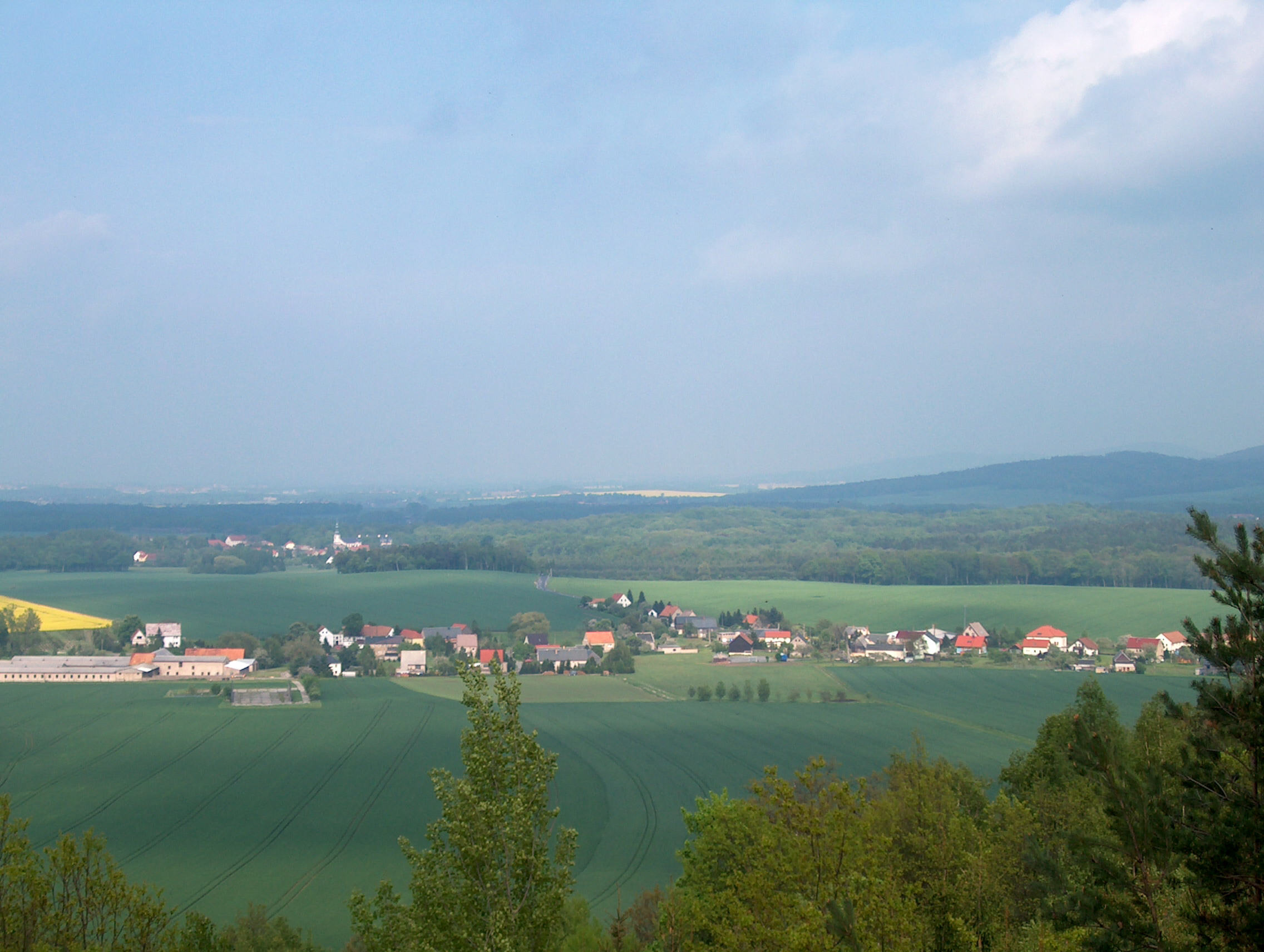
Blick auf Naundorf vom Butterberg

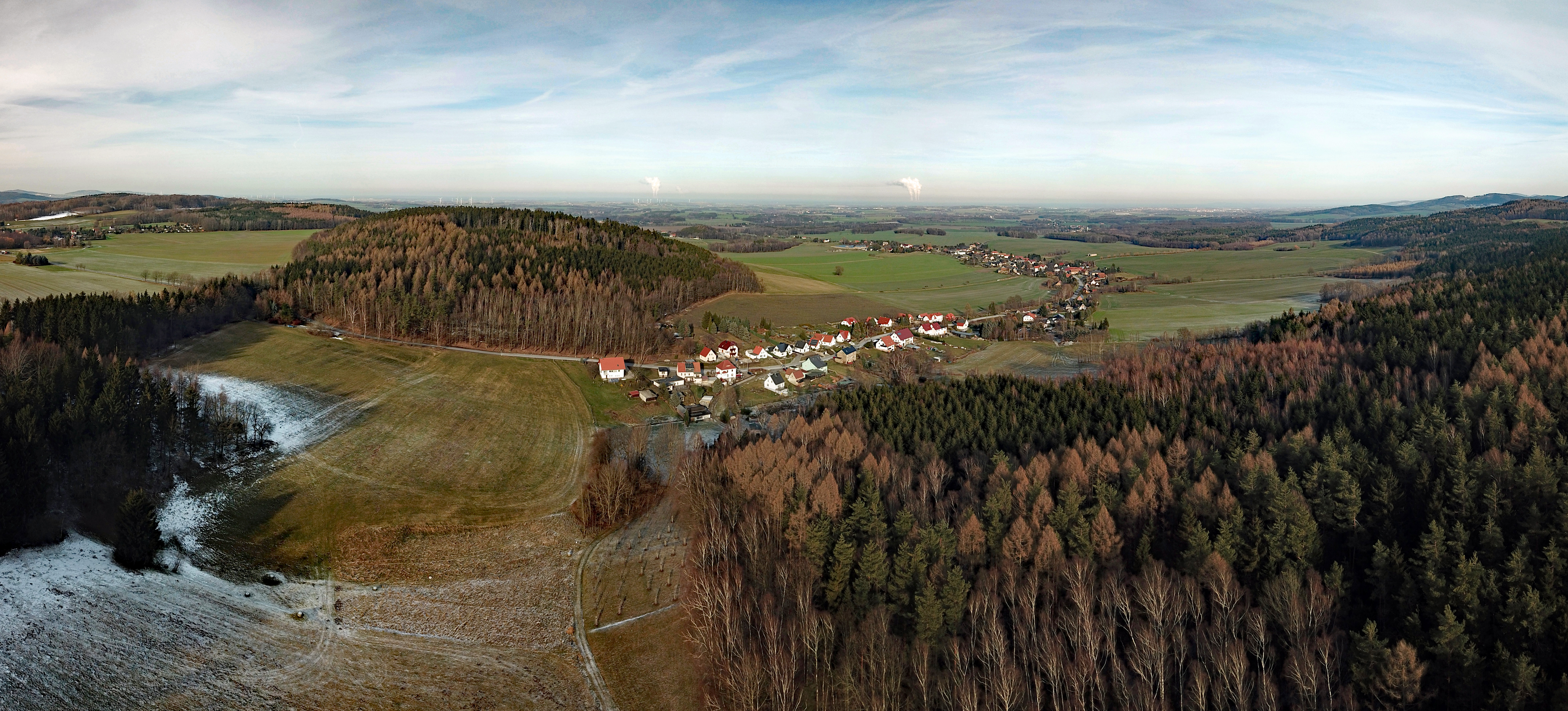
Luftbildpanorama

Naundorf (obersorbisch Nowa Wjes) ist eine Ortschaft zugehörig zur Gemeinde Doberschau-Gaußig in der sächsischen Oberlausitz. Der Ort befindet sich am südwestlichen Rand der Gemeinde.
In Naundorf leben 325 Einwohner (Stand 2022); damit ist es nach den beiden namensgebenden Orten der drittgrößte der insgesamt 21 Ortsteile.

## Geografie
Naundorf befindet sich am steil abfallenden Nordhang des Lausitzer Berglandes am Fuße der Berge Butterberg, Hoher Hahn und Gickelsberg. Durch den Ort fließt das Naundorfer Wasser, ein rechter Quellbach bzw. Nebenfluss des Schwarzwassers.
Direkte Nachbarorte Naundorfs sind im Norden beginnend im Uhrzeigersinn Cossern, Gaußig (beides ebenfalls Ortsteile der Gemeinde Doberschau-Gaußig), Neukirch/Lausitz und das zur Gemeinde Schmölln-Putzkau gehörige Tröbigau.
Die nächstgelegenen Städte sind Bischofswerda (ca. 9 km), Wilthen (ca. 10 km) und die Kreisstadt Bautzen (ca. 13 km). Die sächsische Landeshauptstadt Dresden liegt ca. 40 km entfernt.

## Geschichte
Die erste urkundliche Erwähnung des Ortes erfolgte im Jahr 1466. Bis ins frühe 19. Jahrhundert hinein war der Ort sorbisch geprägt, noch 1884/85 waren von 354 Einwohnern 125 Sorben (35 %), damit lag Naundorf am äußersten südwestlichen Rand des sorbischen Sprachgebietes. Ernst Tschernik zählte 1956 in der Gemeinde einen sorbischsprachigen Bevölkerungsanteil von nur noch 2,7 % und insgesamt 15 Sprecher, darunter nur drei Jugendliche. Mittlerweile ist das Sorbische ganz aus dem Ortsalltag verschwunden. Im Gegensatz zu den anderen Gemeindeteilen gehört Naundorf auch nicht mehr zum amtlichen sorbischen Siedlungsgebiet.
Bis 1994 war Naundorf zusammen mit Cossern eine eigenständige Gemeinde, bevor es der Gemeinde Gaußig angegliedert wurde, die sich wiederum im Jahr 1999 mit der östlichen Nachbargemeinde Gnaschwitz-Doberschau zu Doberschau-Gaußig vereinigte. Die ehemalige Gemeinde Naundorf ist der einzige Teil von Doberschau-Gaußig, der aus oben genannten Gründen nicht zum sorbischen Siedlungsgebiet gehört.
Trotz der schon vor der Gemeindefusion bestehenden engen Bindung an Gaußig, etwa durch Kirche und Schule, gehörte die Gemeinde Naundorf von 1952 bis 1994 dem Kreis Bischofswerda an, während Gaußig bereits zum Kreis Bautzen gehörte. Dies ist noch heute gut an den stark voneinander abweichenden Postleitzahlen (01877 Naundorf bzw. 02633 Gaußig) erkennbar.

## Verkehr und Infrastruktur
Naundorf befindet sich an der Staatsstraße 120. Im Ort befinden sich drei Bushaltestellen. Direkte Busverbindungen bestehen zur Kreisstadt Bautzen, zur Großen Kreisstadt Bischofswerda und nach Kirschau.

## Vereinsleben
Das örtliche Vereinsleben ist geprägt von einer eigenständigen Freiwilligen Feuerwehr, einem Dorfclub und einem Jugendclub.